# Anurogryllus celerinictus
El grill de cua curta de les Índies (Anurogrillus celerinictus) és una espècie d'ortòpter de la família Gryllidae. Va ser descrit per primer cop l'any 1973 per Thomas J. Walker. El gener de 2019 el seu so va ser proposat com a causa de la síndrome de l'Havana, a causa del qual alguns diplomàtics nord-americans van haver d'abandonar Cuba després de patir suposats atacs sònics.